# District de Khandwa
Le district de Khandwa  (hindi : खांडवा जिला) est un district  de l'état du Madhya Pradesh, en Inde,

## Géographie
Au recensement de 2011, sa population compte 1 309 443 habitants.
Son chef-lieu est la ville de Khandwa. 